# Фильмография Арнольда Шварценеггера

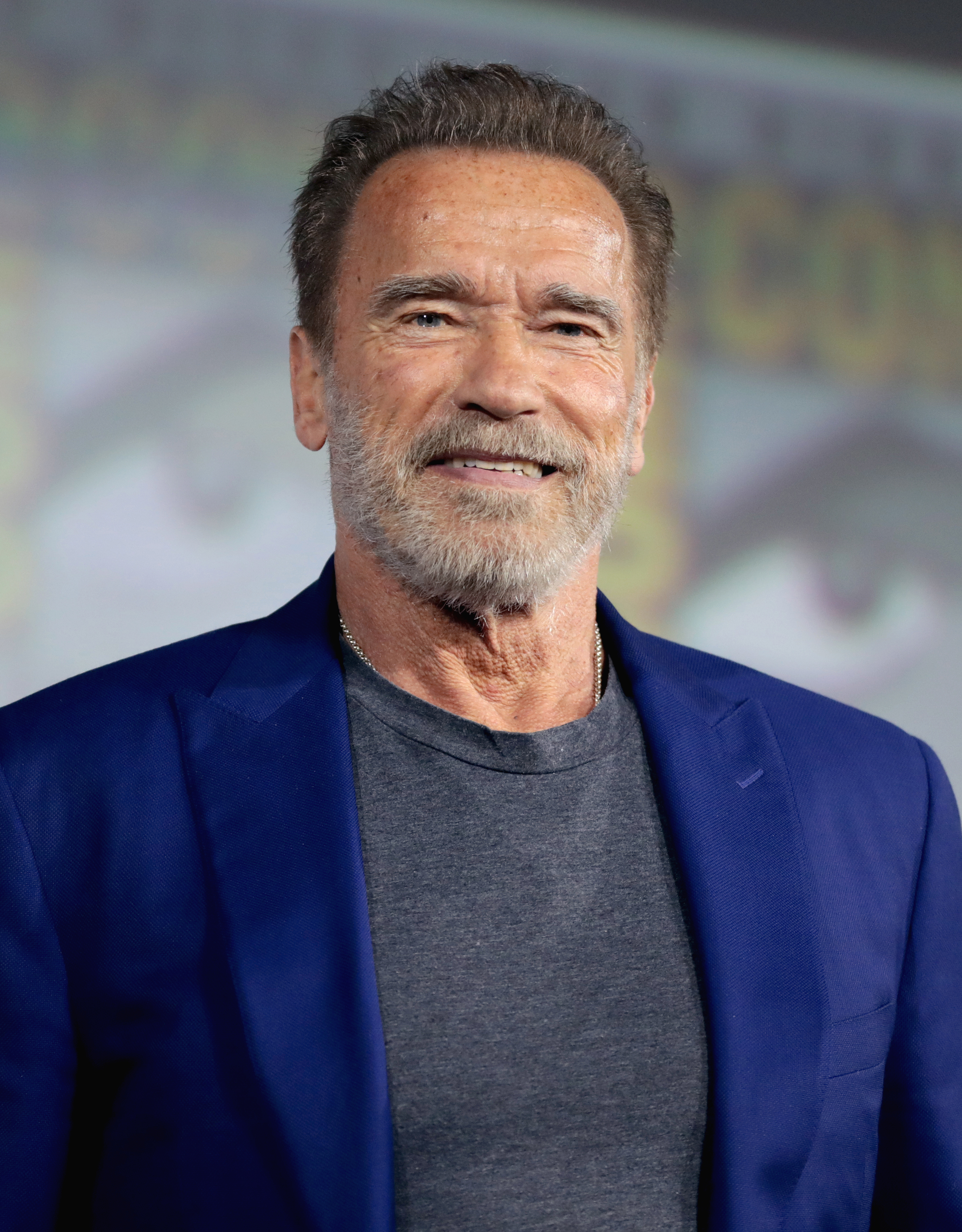
Арнольд Шварценеггер выступает на San Diego Comic-Con International 2019 года. (Сан-Диего, Калифорния)

Список посвящён работам Арнольда Шварценеггера в кинематографе и на телевидении.

## Актёрские работы

### Фильмы
| Год  |     | Русское название                | Оригинальное название              | Роль                                |
| ---- | --- | ------------------------------- | ---------------------------------- | ----------------------------------- |
| 1970 | ф   | Геркулес в Нью-Йорке            | Hercules in New York               | Геракл                              |
| 1973 | ф   | Долгое прощание                 | The Long Goodbye                   | подручный Огастина                  |
| 1976 | ф   | Оставайся голодным              | Stay Hungry                        | Джо Санто                           |
| 1979 | ф   | Кактус Джек                     | The Villain                        | красивый незнакомец                 |
| 1979 | ф   | Мусорная охота                  | Scavenger Hunt                     | Ларс, инструктор в тренажёрном зале |
| 1982 | ф   | Конан-варвар                    | Conan the Barbarian                | Конан                               |
| 1984 | ф   | Конан-разрушитель               | Conan the Destroyer                | Конан                               |
| 1984 | ф   | Терминатор                      | The Terminator                     | Терминатор                          |
| 1985 | ф   | Рыжая Соня                      | Red Sonja                          | Калидор                             |
| 1985 | ф   | Коммандо                        | Commando                           | полковник Джон Мэтрикс              |
| 1986 | ф   | Без компромиссов                | Raw Deal                           | Марк Камински / Джозеф П. Бреннер   |
| 1987 | ф   | Хищник                          | Predator                           | майор Алан «Датч» Шеффер            |
| 1987 | ф   | Бегущий человек                 | The Running Man                    | Бен Ричардс                         |
| 1988 | ф   | Красная жара                    | Red Heat                           | капитан милиции Иван Данко          |
| 1988 | ф   | Близнецы                        | Twins                              | Джулиус Бенедикт                    |
| 1990 | ф   | Вспомнить всё                   | Total Recall                       | Дуглас Куэйд / Карл Хаузер          |
| 1990 | ф   | Детсадовский полицейский        | Kindergarten Cop                   | детектив Джон Кимбл                 |
| 1991 | ф   | Терминатор 2: Судный день       | Terminator 2: Judgement Day        | Терминатор                          |
| 1993 | ф   | Дэйв                            | Dave                               | играет самого себя                  |
| 1993 | ф   | Последний киногерой             | Last Action Hero                   | играет самого себя / Джек Слэйтер   |
| 1994 | ф   | Правдивая ложь                  | True Lies                          | Гарри Таскер                        |
| 1994 | ф   | Джуниор                         | Junior                             | доктор Алекс Хесс                   |
| 1996 | кор | Т2 3-D: Битва сквозь время      | T2 3-D: Battle Across Time         | Терминатор                          |
| 1996 | ф   | Стиратель                       | Eraser                             | Джон «Стиратель» Крюгер             |
| 1996 | ф   | Подарок на Рождество            | Jingle All the Way                 | Говард Лэнгстон                     |
| 1997 | ф   | Бэтмен и Робин                  | Batman & Robin                     | доктор Виктор Фриз / Мистер Фриз    |
| 1999 | ф   | Конец света                     | End of Days                        | Джерико Кейн                        |
| 2000 | ф   | 6-й день                        | The 6th Day                        | Адам Гибсон                         |
| 2001 | ф   | Доктор Дулиттл 2                | Dr. Dolittle 2                     | белый волк                          |
| 2002 | ф   | Возмещение ущерба               | Collateral Damage                  | Горди Брюэр                         |
| 2003 | ф   | Терминатор 3: Восстание машин   | Terminator 3: Rise of the Machines | Терминатор                          |
| 2003 | ф   | Сокровище Амазонки              | The Rundown                        | посетитель бара                     |
| 2004 | ф   | Вокруг света за 80 дней         | Around the World in 80 Days        | принц Хапи                          |
| 2005 | ф   | Малыш и я                       | The Kid & I                        | играет самого себя                  |
| 2010 | ф   | Неудержимые                     | The Expendables                    | Тренч                               |
| 2012 | ф   | Неудержимые 2                   | The Expendables 2                  | Тренч                               |
| 2013 | ф   | Возвращение героя               | The Last Stand                     | шериф Рэй Оуэнс                     |
| 2013 | ф   | План побега                     | Escape Plan                        | Эмиль Роттмайер                     |
| 2014 | ф   | Саботаж                         | Sabotage                           | Джон «Пробивной» Уортон             |
| 2014 | ф   | Неудержимые 3                   | The Expendables 3                  | Тренч                               |
| 2015 | ф   | Заражённая                      | Maggie                             | Уэйд Фогель                         |
| 2015 | ф   | Терминатор: Генезис             | Terminator Genisys                 | Терминатор / Папс                   |
| 2017 | ф   | Последствия                     | Aftermath                          | Роман Мельник                       |
| 2017 | ф   | Убить Гюнтера                   | Killing Gunther                    | Гюнтер                              |
| 2019 | ф   | Тайна печати дракона            | Тайна печати дракона               | Джеймс Хук                          |
| 2019 | ф   | Терминатор: Тёмные судьбы       | Terminator: Dark Fate              | Терминатор / Карл                   |
| TBA  | ф   | Кунг Фьюри 2 (постпроизводство) | Kung Fury 2                        | президент США                       |
| TBA  | ф   | Человек с мешком                | The Man with the Bag               | Санта-Клаус                         |

### Телевидение
| Год       |    | Русское название               | Оригинальное название         | Роль                                                    |
| --------- | -- | ------------------------------ | ----------------------------- | ------------------------------------------------------- |
| 1974      | тф | Счастливая годовщина и разлука | Happy Anniversary and Goodbye | Рико                                                    |
| 1977      | с  | Улицы Сан-Франциско            | The Streets of San Francisco  | Йозеф Шмидт                                             |
| 1977      | с  | Бездельники из Сан-Педро       | The San Pedro Beach Bums      | культурист                                              |
| 1980      | тф | История Джейн Мэнсфилд         | The Jayne Mansfield Story     | Микки Харгитей                                          |
| 1990      | с  | Байки из склепа                | Tales from the Crypt          | Икс-Кон                                                 |
| 1992      | тф | Рождество в Коннектикуте       | Christmas in Connecticut      | человек в кресле перед грузовиком                       |
| 1992      | тф | Линкольн                       | Lincoln                       | Джон Дж. Николай                                        |
| 2002—2003 | мс | Дети свободы                   | Liberty's Kids                | Барон фон Штойбен                                       |
| 2014—2016 | с  | Годы опасной жизни             | Years of Living Dangerously   | документальный сериал — 2 эпизода, продюсер 17 эпизодов |
| 2015      | с  | Два с половиной человека       | Two and a Half Men            | лейтенант Вагнер                                        |
| 2021      | мс | Супергеройский детский сад     | Superhero Kindergarten        | Арнольд Армстронг / Капитан Храбрость                   |
| 2023—2025 | с  | ФУБАР                          | FUBAR                         | Люк                                                     |
| 2024      | с  | Секретный уровень              | Secret Level                  | король Элстром                                          |

### Документалистика
| Год  |     | Русское название | Оригинальное название | Роль                                     |
| ---- | --- | ---------------- | --------------------- | ---------------------------------------- |
| 1977 | док | Качая железо     | Pumping Iron          | играет самого себя, фильм о бодибилдинге |
| 1980 | док | Возвращение      | The Comeback          | играет самого себя, фильм о бодибилдинге |
| 2023 | с   | Арнольд          | Arnold                | В роли самого себя                       |
| 2023 | док | Слай Сталлоне    | Sly                   | В роли самого себя                       |

### Компьютерные игры
Озвучивал персонажей в компьютерных играх:
- 1991 — Terminator 2: Judgment Day — Терминатор
- 2003 — Terminator 3: Rise of the Machines[англ.] — Терминатор
- 2014 — Family Guy: The Quest for Stuff[англ.] — играет самого себя
- 2020 — Predator: Hunting Grounds — майор Алан «Датч» Шеффер[6]

## За кадром
| Год       |    | Русское название         | Оригинальное название       | Роль                    |
| --------- | -- | ------------------------ | --------------------------- | ----------------------- |
| 1990      | с  | Байки из склепа          | Tales from the Crypt        | режиссёр                |
| 1992      | тф | Рождество в Коннектикуте | Christmas In Connecticut    | режиссёр                |
| 1993      | ф  | Последний киногерой      | Last Action Hero            | исполнительный продюсер |
| 2000      | ф  | 6-й день                 | The 6th Day                 | продюсер                |
| 2014—2016 | с  | Годы опасной жизни       | Years of Living Dangerously | исполнительный продюсер |
| 2015      | ф  | Заражённая               | Maggie                      | продюсер                |
| 2017      | ф  | Последствия              | Aftermath                   | продюсер                |
| 2017      | ф  | Убить Гюнтера            | Killing Gunther             | исполнительный продюсер |
| 2019      | ф  | Тайна печати дракона     | Тайна печати дракона        | исполнительный продюсер |

## Участие в музыкальных видеоклипах
| Год  | Исполнитель                                          | Клип                             | Роль               | Примечание                                         |
| ---- | ---------------------------------------------------- | -------------------------------- | ------------------ | -------------------------------------------------- |
| 1985 | Тим Рейд                                             | Stop the Madness                 | играет самого себя | камео                                              |
| 1991 | Guns N’ Roses                                        | You Could Be Mine                | Терминатор         | саундтрек к фильму «Терминатор 2: Судный день»     |
| 1993 | AC/DC                                                | Big Gun                          | Джек Слэйтер       | саундтрек к фильму «Последний киногерой»           |
| 2000 | Bon Jovi                                             | Say It Isn't So                  | Терминатор         | камео                                              |
| 2019 | Андреас Габалье совместно с Арнольдом Шварценеггером | Pump It Up (The Motivation Song) | играет самого себя | Шварценеггер также исполнил один из куплетов песни |